# Александр, Бонифас
Бонифас Александр (фр. Boniface Alexandre; 31 июля 1936, Порт-о-Пренс, Гаити — 4 августа 2023, там же) — временный президент Гаити с 2004 по 2006 год.
По образованию юрист. 25 лет работал адвокатом в юридической фирме. В 1990 году стал членом Верховного суда Гаити, а в 2002 году президент Жан-Бертран Аристид назначил его главным судьёй.
После изгнания Аристида в феврале 2004 года, Александр, как главный судья Верховного суда, был приведён к присяге в качестве временного президента. Одной из первых мер, принятых Александром как президентом, стала отправка официального запроса в Совет Безопасности ООН с просьбой отправки в Гаити многонациональных сил по поддержанию мира и восстановлению порядка. СБ ООН сразу удовлетворил эту просьбу. Ушёл в отставку 14 мая 2006 года, после победы Рене Преваля на президентских выборах.
Скончался 4 августа 2023 года на 88-м году жизни в своём доме в Порт-о-Пренс.